# گروه دبلیواچ
گروه دبلیواچ (انگلیسی: WH Group) شرکت صنایع غذایی هنگ کنگی است، که در سال ۱۹۵۸ تأسیس شد.